# Macrophiothrix robillardi
Macrophiothrix robillardi är en ormstjärneart som först beskrevs av de Loriol 1893.  Macrophiothrix robillardi ingår i släktet Macrophiothrix och familjen Ophiothrichidae. Inga underarter finns listade i Catalogue of Life.